# Orgilus cristatus
Orgilus cristatus är en stekelart som beskrevs av Muesebeck 1970. Orgilus cristatus ingår i släktet Orgilus och familjen bracksteklar. Inga underarter finns listade i Catalogue of Life.